# Heterolinyphia
Heterolinyphia là một chi nhện trong họ Linyphiidae.